# Адела Пеева
Адела Тодорова Пеева е българска режисьорка на документални филми.

## Биография
Родена е в Разград. Завършила е кинорежисура в Академията за театър, кино, радио и телевизия в Белград.
След 1991 г. учредява продуцентска къща „Адела Медия“ („Адела Медия 99“ ЕООД), която създава над 30 документални филма.
Филмът ѝ „Чия е тази песен“ проследява убедеността на различните балкански народи, че една популярна фолклорна мелодия принадлежи на всяка една от тях. Така той атакува особено успешно националистическите предразсъдъци на Балканите.
На 30 май 2012 „за големите ѝ заслуги в областта на културата и изкуството“ е наградена с Орден „Св. св. Кирил и Методий“ първа степен. През 2015 г. Адела Пеева създава сайт, посветен на жените режисьори в българското игрално кино.  На 30 май 2018 „за изключително големите ѝ заслуги в областта на културата и изкуството“ е наградена с орден „Стара планина“ първа степен.

## Филмография
- „Мълчание с достойнство“ (2020)
- „Да живее България“ (2017)
- „В търсене на Списаревски“ (2014)[4]
- „Сънувам старци“ (2011)
- „Кметът“ (2010)
- „Развод по албански“ (2007)
- „Чия е тази песен?“ (2003)
- „Излишните“ (1999)
- „Къща върху камък, къща върху пясък“ (1998)
- „Дончо Костов – една българска история“ (1990)
- „Ина – Венецуела“ (1989)
- „Съседката“ (1987) – игрален
- „Старо злато“ (1984)
- „В името на спорта“ (1983)
- „Конче с панделка“ (1982)
- „Майки“ (1981)
- „Биографията на една песен“ (1979)
- „Незаключени песни“ (1978)
- "Разцвет на славянската писменост и книжнина" (1976 г.)
- „Хитър Петър“ (1977)
- „Панайот Волов“ (1973)
- „Съединението на България“ (1971)

## Награди и отличия
- Орден „Св. св. Кирил и Методий“ I степен (2012)
- Орден „Стара планина“ I степен (2018)